# Папская библейская комиссия
Папская Библейская Комиссия (лат. Pontificia Commissio Biblica) — комитет кардиналов, им помогают советники, которые встречаются в Риме, чтобы гарантировать надлежащую интерпретацию и защиту Священного Писания. Эта функция была выделена в энциклике Providentissimus Deus.
Первые назначения в Комиссию состоялись в августе 1901 года, но формально она учреждена Львом XIII 30 октября 1902 года. Комиссия была составлена из 3 кардиналов и 12 советников.
Советники встречаются два раза в месяц, в настоящем с секретарями. Секретари сообщают кардиналам о Комиссии, которые также встречаются два раза в месяц, во 2-е и 4-е воскресенья. Кардиналы предлагают советникам вопросы для рассмотрения. Кардиналы голосуют за рекомендации, полученные от советников. Они имеют выбор посылки вопроса обратно для дальнейшего изучения, ввести в действие отдельного советника, чтобы исследовать вопрос более глубоко, и санкционировать или изменить результаты изучения. После этого, секретари сообщают папе римскому, который может также посылать вопрос обратно на дальнейшее изучение, или ратифицировать результаты изучения.
Обязанности Комиссии:
1. Защищать и отстаивать целостность Католической Веры в Библейских вопросах;
2. Способствовать прогрессу в толковании Библии, принимая во внимание все недавние открытия;
3. Решать споры по серьёзным вопросам, которые могут возникать среди католических ученых;
4. Давать ответы католикам во всем мире, которые могут консультироваться с Комиссией;
5. Следить за тем, что Ватиканская библиотека должным образом снабжена кодексами и необходимыми книгами;
6. Публиковать исследования о Священном Писании, как может требовать того случай[1].

Декреты о Комиссии не подпадают под Папскую непогрешимость.
27 июня 1971 было издано апостолическое письмо Sedula Cura ("О Новых Законах, регулирующих Папскую Библейскую Комиссию — 27 июня 1971). Это письмо заявляло, что впредь Папская Библейская Комиссия больше не будет официальным органом Римско-католической церкви, но просто консультативным органом ученых. Папа римский Иоанн Павел II в апостолической конституции Pastor Bonus поместил комиссию в Конгрегацию Доктрины Веры и установил, что префект данной Конгрегации — ex officio (по должности) председатель комиссии.

## Руководство Комиссии

### Председатели Комиссии
- кардинал Мариано Рамполла, маркиз дель Тиндаро (1902 — 16 декабря 1913);
- кардинал Виллем Маринус ван Россум, C.SS.R. (13 января 1914 — 30 августа 1932);
- кардинал Гаэтано Бислети (27 октября 1932 — 30 августа 1937);
- кардинал Эжен-Габриэль-Жерве-Лоран Тиссеран (11 июля 1938 — 27 марта 1971);
- кардинал Франьо Шепер (27 марта 1971 — 25 ноября 1981);
- кардинал Йозеф Ратцингер (25 ноября 1981 — 2 апреля 2005);
- кардинал Уильям Левада (13 мая 2005 — 2 июля 2012);
- кардинал Герхард Людвиг Мюллер (2 июля 2012 — 1 июля 2017);
- кардинал Луис Франсиско Ладария Феррер — (1 июля 2017 — 1 июля 2023);
- кардинал Виктор Мануэль Фернандес — (1 июля 2023 — по настоящее время).

### Секретари Комиссии
- священник Фулкран Вигуру[англ.], P.S.S. (1903—1912);
- священник Джованни Баттиста Фрей, C.S.Sp. (1925—1939);
- священник Джакомо Мария Восте, O.P. (1939—1949);
- священник Атанасио Миллер, O.S.B. (1949—1962);
- священник Беньямино Вамбак (1962—1971);
- священник Альбер-Луи Декам (1973—1980.10.15);
- священник Анри Казель, P.S.S. (1984—1989);
- священник Альбер Вануа, S.J. (1990—2001);
- священник Клеменс Шток (2001 — 5 ноября 2014);
- священник Пьетро Бовати (12 декабря 2014—2020);
- монахиня Нурия Калдук-Бенагес, M.H.S.F.N. (9 марта 2021 — по настоящее время).

### Заместители секретаря Комиссии
- священник Ардуино Кляйнханс, O.F.M. (1949—1958);
- священник Беньямино Вамбак (1958—1962);
- священник Джорджо Кастеллино, S.D.B. (1964—1971).